# Beethoven (project)
Beethoven is een plandeel van project Zuidas in Amsterdam-Zuid. Het gebied ligt aan de Beethovenstraat, grenzend aan het Beatrixpark en snelweg A10. Vanaf 2012 werden hier drie nieuwe gebouwen neergezet, waaronder één school en twee kantoren. Als laatste fase volgen drie woongebouwen.

## Gebouwen
| Gebouwnaam         | Bouwjaar | Gebruiker            | Functie  | Architect |
| ------------------ | -------- | -------------------- | -------- | --------- |
| St. Nicolaaslyceum | 2012     | Sint-Nicolaaslyceum  | School   | DP6       |
| Stibbe             | 2016     | Stibbe               | Kantoor  | Jo Coenen |
| AkzoNobel Center   | 2016     | AkzoNobel, Art Space | Kantoor  | Group A   |
| Habitat Royale     |          |                      | Woningen | Mecanoo   |
| Park Meadows I     |          |                      | Woningen | UNStudio  |
| Park Meadows II    |          |                      | Woningen | UNStudio  |

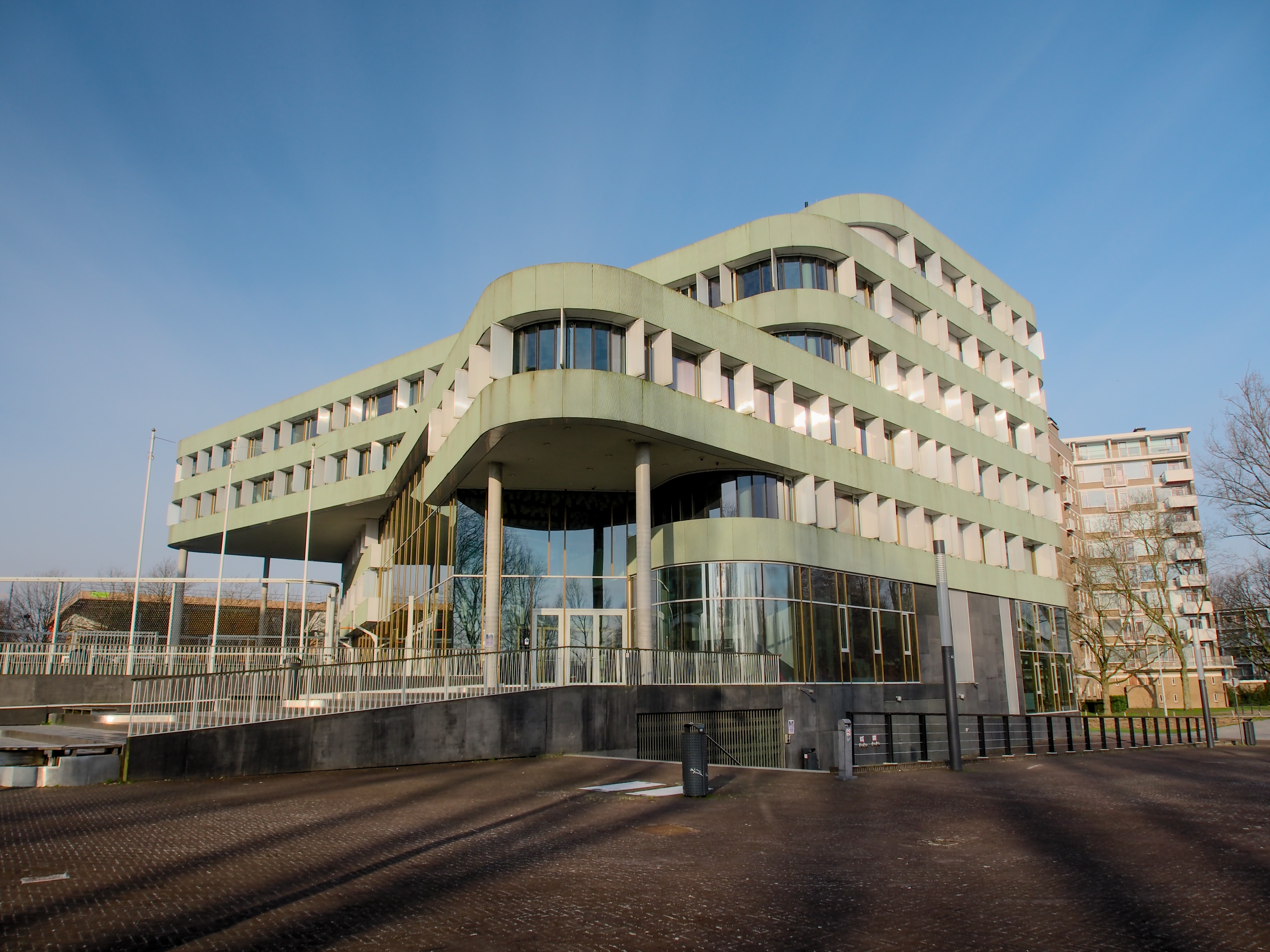
Sint-Nicolaaslyceum gezien vanaf het Beethovenplein